# Louise Marmont
Anna Louise Marmont (* 22. Mai 1967 in Jönköping) ist eine schwedische Curlerin. 
Marmont spielte 1984, 1987, 1989, 1992, 1993, 1995 bis 1997 und 2000 als Lead oder Second bei insgesamt acht Curling-Europameisterschaften. Dabei gewann sie 1992, 1993, 1997 und 2000 die Goldmedaille, die Silbermedaille 1984, 1987 und 1996, und 1989 und 1995 die Bronzemedaille. 
Bei der Curling-Weltmeisterschaft spielte Marmont 1988, 1989, 1992 bis 1995 und von 1998 bis 2000 für das schwedische Team. Die Goldmedaille gewann sie in den Jahren 1992, 1995, 1998 und 1999 und die Bronzemedaille 1988, 1989, 1993 und 1994. 
1998 nahm Marmont an den Olympischen Winterspielen in Nagano teil. Die Mannschaft gewann die Bronzemedaille nach einem Ergebnis von 10:6 gegen Großbritannien im Spiel um Platz 3. Als Second nahm Marmont an den Olympischen Winterspielen 2002 in Salt Lake City teil. Hier belegte die Mannschaft den sechsten Platz.